# Nematocampa amandaria
Nematocampa amandaria är en fjärilsart som beskrevs av Achille Guenée 1858. Nematocampa amandaria ingår i släktet Nematocampa och familjen mätare. Inga underarter finns listade i Catalogue of Life.